# Cribrarula cribellum
Cribrarula cribellum là một loài ốc biển, là động vật thân mềm chân bụng sống ở biển trong họ Cypraeidae, họ ốc sứ

## Phân bố
Chúng phân bố ở Ấn Độ Dương dọc theo Mauritius và vùng bể Mascarene.